# Jaap Kruithof
Jakob (Jaap) Kruithof (Berchem, 13 december 1929 – Mortsel, 25 februari 2009) was een Belgisch vrijzinnig en socialistisch filosoof, publicist en opiniemaker. Sinds de jaren 60 gold hij (naast Etienne Vermeersch, Leo Apostel en Rudolf Boehm) als een van de linkse iconen van de Gentse Universiteit. Kruithof was ook organist en doceerde muzieksociologie aan het Koninklijk Vlaams Conservatorium in Antwerpen.

## Jeugdjaren
Zijn ouders waren Nederlandse protestanten. Hij speelde vanaf zijn zesde piano en behaalde enkele muziekdiploma's. Sinds de jaren zestig was hij een van de amateurorganisten van de protestantse kerk in de Sanderusstraat in Antwerpen. De jonge Jaap wilde aanvankelijk dominee worden, maar op zijn achttiende werd hij atheïst. Hij besloot pianist-componist te worden maar bleek te zenuwachtig voor openbare optredens en ging daarom studeren aan de Universiteit Gent. Hij werd er licentiaat in de geschiedenis (1951) en kandidaat in de rechten (1952), en studeerde daarna filosofie (cursussen aan de Sorbonne in Parijs, 1953; licentiaat in de wijsbegeerte UGent 1953; doctoraat in de wijsbegeerte UGent 1958). In Parijs hoorde hij onder anderen Jean Hyppolite en Maurice Merleau-Ponty.

## Academische carrière
Kruithof, die voor zijn licentiaatsverhandeling geschiedenis in 1951 de André Schaepdrijverprijs had gekregen, werd in 1954 assistent aan de UGent in het toenmalige Seminarie voor hedendaagse geschiedenis. Maar enkele jaren later stond hij samen met Leo Apostel aan de wieg van de vakgroep Moraalwetenschap aan de Universiteit Gent; hij werd er docent in 1959 en gewoon hoogleraar in 1964 en doceerde er van 1964 tot 1995 het vak ethica en waardenfilosofie. Aan het RUCA van Antwerpen was hij tevens docent filosofie, aan het HRITCS van Brussel uiteindelijk ook hoofddocent cultuurwetenschappen.
Hij heeft zich tijdens zijn loopbaan (samen met Leo Apostel) ingespannen voor het uitbouwen van een moraalwetenschap die de ethiek - ten minste gedeeltelijk - op wetenschappelijke grondslagen vestigt.
Kruithof begreep al snel de invloed van de media en werd een van de bekendste gezichten van de Rijksuniversiteit Gent. Onder meer zijn onderzoek naar de seksuele beleving van Vlaamse jongeren en zijn ongezouten mening tegen dogmatisme bezorgden hem in de jaren zestig kritiek in katholieke kringen.
In 1995 ging Kruithof met emeritaat. In 1996 werd hij gastdocent aan het Koninklijk Vlaams Conservatorium in Antwerpen, waar hij de vakken muzieksociologie en 'muziek beluisteren' doceerde. Zijn esthetische credo was de beoordeling van de objectieve kwaliteit van het muzikale kunstwerk, en niet van de subjectivistische smaak, die immers al te zeer door het kapitalisme gedicteerd wordt.

## Maatschappijkritiek
Naast het doceren aan de Universiteit Gent ontwikkelde Kruithof een koortsachtige activiteit in allerlei linkse organisaties. Ook was hij voorzitter van de Vriendschapsvereniging België - DDR.
Hij werkte aan enkele basiswerken over actuele maatschappelijke problemen: De zingever (1968), Eticologie (1973), Arbeid en lust I en II (1984 en 1986) en De mens aan de grens (1985).
Sinds de jaren 1960 voerde hij een kruistocht tegen de consumptiemaatschappij, de globalisering van de economie en de uitbuiting van de Derde Wereld. In de loop van de jaren tachtig kreeg hij ook aandacht voor de milieuvervuiling. Kruithof was aanvankelijk lid van de Belgische Socialistische Partij, maar na een conflict in verband met het weekblad Links van de jongsocialisten verliet hij de partij en leunde hij aan bij extreemlinks, echter zonder zijn intellectuele eigenheid en onafhankelijkheid te verliezen. Kruithof stond erg kritisch tegenover de hedendaagse kapitalistische markteconomie en was actief in organisaties uit de andersglobaliseringsbeweging zoals ATTAC. Met Het neoliberalisme (2000) sloot Kruithof, na lange jaren, weer aan bij die traditie van grote, fundamentele boeken, waarin ook Het humanisme (2001) thuishoort. Kruithof was dan ook actief betrokken bij de oprichting van het Humanistisch Verbond (België) (nu HVV) en ontving in juni 2007 de Prijs Vrijzinnig Humanisme voor zijn jarenlange ijver voor de verspreiding van progressieve, vrijzinnige, humanistische waarden binnen de Belgische samenleving.

## Ecocentrisme
In zijn kritische atheïstische filosofie heeft hij naar eigen zeggen ook iets uit zijn christelijke opvoeding bewaard, namelijk een religieus respect voor de werking van al wat is: het ecocentrisme, de doctrine die niet de mens (antropocentrisme) maar het ecosysteem in het centrum der dingen plaatst. Hij staat ook mede aan de basis van de oprichting van GAIA, maar distantieerde zich ervan omdat deze pressiegroep zich enkel focust op dierenleed (pathocentrisme als morele fundering). Kruithof aanvaardde bijvoorbeeld geen snijbloemen en gooide ze zelfs in het gelaat van de schenker terug.

## Provocateur
Kruithof was het prototype van de intellectuele dwarsligger; een doemdenker voor sommigen, een visionair voor anderen, maar steeds beargumenteerd.
Hij stond bekend als een gevreesd debater vanwege zijn vlijmscherpe analyses en provocerende houding. Zo was hij bijna vijftien jaar lang de centrale debattant tijdens de Trefpuntdebatten tijdens de Gentse Feesten.
Hij stond ook bekend om zijn onorthodoxe manier van lesgeven: tijdens zijn colleges kon je werkelijk in discussie gaan. Hij was een van de weinige Belgische professoren die tijdens de studentenrevolte aan het eind van de jaren zestig ("mei '68") aan de kant van de studenten stonden, in een tijd waarin er een grote kloof was tussen student en docent.
Jaap Kruithof overleed begin 2009 op 79-jarige leeftijd, bijna vier jaar na de dood van zijn vrouw Els Jacobs.

## Wetenswaardigheid
Behalve aan het uiterste begin van zijn academische loopbaan, accepteerde Kruithof later nooit meer prijzen, eredoctoraten en andere vruchten van de wandelgangen. Sartres onverstoorbare weigering van de Nobelprijs, rekende hij hem hoog aan. Desalniettemin werd in 2009 door de lokale feitelijke vereniging Democratie 2000 de Jaap Kruithofprijs in het leven geroepen. De prijs wordt jaarlijks uitgereikt op 21 juli tijdens de Gentse Feesten op het podium van Trefpunt, aansluitend op de uitreiking van de Prijs voor de Democratie, van dezelfde actiegroep. In 2009 werd die toegekend aan Frans Wuytack en in 2010 aan kanunnik François Houtart.

## Publicaties
- Het uitgangspunt van Hegels ontologie (1958)
- Jeugd voor de muur (1962) (samen met Jos Van Ussel)
- De zingever (Boom, Meppel 1968)
- Eticologie (Boom, Meppel 1973)
- Op weg naar een nobelprijs (De Clauwaert, 1973)
- Vrijheid en vervreemding : kritische opstellen over etiek en sociale wetenschappen (EPO, 1984)
- Arbeid en lust I en II (EPO, 1984 en 1986)
- De mens aan de grens (EPO, 1985)
- Omgaan met de dingen : over het gedrag van de moderne westerling (Dedalus, 1991)
- Ingaan op de dingen : over het gedrag van de moderne westerling (Dedalus, 1992)
- Doorgaan met de dingen : over het gedrag van de moderne westerling (Dedalus, 1994)
- Een wereld zonder stuurman : gesprekken 1962-1995 (Nijgh en Van Ditmar, 1995)
- Geen dier jankt zo ongenadig als de mens (Hadewijch, 1997)
- Het neoliberalisme (EPO, 2000)
- Het humanisme (EPO, 2001)

- Biblioteca Nacional de España: XX5243099
- Digitale Bibliotheek voor de Nederlandse Letteren: krui017
- Gemeinsame Normdatei: 1056117311
- International Standard Name Identifier: 0000 0000 6138 247X
- Library of Congress Control Number: n79079377
- MusicBrainz: 68749a74-35f2-4cff-93da-ca58a04e7360
- Nederlandse Thesaurus van Auteursnamen: 06872246X
- Système universitaire de documentation: 193708256
- Virtual International Authority File: 62563513
- WorldCat: E39PBJgxmQWhVkYdqyG7wwPfbd